# 第95回日劇學院賞
←第94回 - 第95回 - 第96回→
第95回日劇學院賞，針對2017年10月到12月在日本播出之秋季檔連續劇所做出的投票與評比。本季獲最優秀作品賞為TBS電視台的《陸王》，此劇共獲三項獎本季最多。

## 得獎名單

### 最優秀作品賞
1. 陸王
2. 只是先出生的我
3. 監獄公主
4. 產科醫鴻鳥2
5. 刑警弓神

- 讀者票：1. 只是先出生的我；2. 產科醫鴻鳥2；3. 戰國快跑女高中生；4. 陸王；5. 女城主 直虎
- 記者票：1. 陸王；2. 監獄公主；2. 刑警弓神；4. 女城主 直虎；4. 黑色復仇
- 評審票：1. 陸王；2. 監獄公主；3. 產科醫鴻鳥2；4. 刑警弓神；5. Doctor-X～外科醫·大門未知子～5

### 主演男優賞
1. 役所廣司（陸王）
2. 櫻井翔（只是先出生的我）
3. 淺野忠信（刑警弓神）
4. 綾野剛（產科醫鴻鳥2）
5. 竹野內豐（為你而聲）

- 讀者票：1. 櫻井翔（只是先出生的我）；2. 綾野剛（產科醫鴻鳥2）；3. 役所廣司（陸王）；4. 竹野內豐（為你而聲）；5. 淺野忠信（刑警弓神）
- 記者票：1. 役所廣司（陸王）；2. 綾野剛（產科醫鴻鳥2）；3. 淺野忠信（刑警弓神）；4. 三浦春馬（成人高校）；5. 竹野內豐（為你而聲）；5. 櫻井翔（只是先出生的我）
- 評審票：1. 役所廣司（陸王）；2. 淺野忠信（刑警弓神）；3. 綾野剛（產科醫鴻鳥2）；4. 櫻井翔（只是先出生的我）；5. 竹野內豐（為你而聲）

### 主演女優賞
1. 綾瀨遙（太太 請小心輕放）
2. 小泉今日子（監獄公主）
3. 米倉涼子（Doctor-X～外科醫·大門未知子～5）
4. 柴咲幸（女城主 直虎）
5. 井上真央（明日的約定）

- 讀者票：1. 綾瀨遙（太太 請小心輕放）；2. 米倉涼子（Doctor-X～外科醫·大門未知子～5）；3. 柴咲幸（女城主 直虎）；4. 黑島結菜（戰國快跑女高中生）；5. 小泉今日子（監獄公主）
- 記者票：1. 小泉今日子（監獄公主）；2. 綾瀨遙（太太 請小心輕放）；3. 井上真央（明日的約定）；4. 柴咲幸（女城主 直虎）；5. 米倉涼子（Doctor-X～外科醫·大門未知子～5）
- 評審票：1. 米倉涼子（Doctor-X～外科醫·大門未知子～5）；2. 小泉今日子（監獄公主）；3. 柴咲幸（女城主 直虎）；4. 綾瀨遙（太太 請小心輕放）；5. 井上真央（明日的約束）

### 助演男優賞
1. 高橋一生（女城主 直虎）
2. 竹內涼真（陸王）
3. 神木隆之介（刑警弓神）
4. 風間杜夫（只是先出生的我）
5. 健太郎（戰國快跑女高中生）

- 讀者票：1. 風間杜夫（只是先出生的我）；2. 健太郎（戰國快跑女高中生）；3. 星野源（產科醫鴻鳥2）；4. 瀨戶康史（只是先出生的我）；5. 高橋一生（女城主 直虎）
- 記者票：1. 高橋一生（女城主 直虎）；2. 竹內涼真（陸王）；3. 神木隆之介（刑警弓神）；4. 佐藤二朗（黑色復仇）；5. 寺尾聰（陸王）
- 評審票：1. 高橋一生（女城主 直虎）；2. 神木隆之介（刑警弓神）；3. 志尊淳（植木等與熱情努力的博多人（日语：植木等とのぼせもん））；4. 竹內涼真（陸王）；4. 山本耕史（小荳荳！）；4. 小林薰（女城主 直虎）；4. 柳樂優彌（女城主 直虎）；4. 伊勢谷友介（監獄公主）

### 助演女優賞
1. 滿島光（監獄公主）
2. 蒼井優（只是先出生的我）
3. 山本美月（刑警弓神）
4. 菅野美穗（監獄公主）
5. 吉田羊（產科醫鴻鳥2）

- 讀者票：1. 蒼井優（只是先出生的我）；2. 多部未華子（只是先出生的我）；3. 滿島光（監獄公主）；4. 吉田羊（產科醫鴻鳥2）；5. 宮澤理惠（戰國快跑女高中生）
- 記者票：1. 滿島光（監獄公主）；2. 山本美月（刑警弓神）；3. 菅野美穗（監獄公主）；4. 吉田羊（產科醫鴻鳥2）；5. 廣末涼子（太太 請小心輕放）
- 評審票：1. 滿島光（監獄公主）；2. 山本美月（刑警弓神）；3. 夏帆（監獄公主）；4. 阿川佐和子（陸王）；5. 片山友希（瀨戶內海（日语：セトウツミ））；5. 夏木麻里（新宿SEVEN（日语：新宿セブン#テレビドラマ））；5. 松下奈緒（現在開始威脅你）；5. 手塚理美（日语：手塚理美）（明日的約定）；5. 仲間由紀惠（明日的約定）；5. 森下愛子（日语：森下愛子）（監獄公主）；5. 坂井真紀（監獄公主）；5. 菅野美穗（監獄公主）；5. 吉田羊（產科醫鴻鳥2）；5. 蒼井優（只是先出生的我）

### 主題曲賞
1. 《Doors〜勇氣軌跡〜》嵐（只是先出生的我）
2. 《Showtime》安室奈美惠（監獄公主）
3. 《Jupiter》Little Glee Monster（陸王）

- 讀者票：1. 《Doors〜勇氣軌跡〜》嵐（只是先出生的我）；2. 《奇蹟》Uru（產科醫鴻鳥2）；3. 《いいわけ》JUJU（為你而聲）；4. 《Reboot》東方神起（明日的約定）；5. 《ぎゅっと》Sexy Zone（我的房間（日语：吾輩の部屋である））
- 記者票：1. 《Showtime》安室奈美惠（監獄公主）；2. 《Jupiter》Little Glee Monster（陸王）；3. 《ヒューマン》WANIMA（刑警弓神）；4. 《Tomoe學園（日语：トモエ学園 (曲)）》福山雅治（小荳荳）；5. 《いいわけ》JUJU（為你而聲）
- 評審票：1. 《Jupiter》Little Glee Monster（陸王）；2. 《Doors〜勇氣軌跡〜》嵐（只是先出生的我）；3. 《Showtime》安室奈美惠（監獄公主）；4. 《Tomoe學園》福山雅治（小荳荳）；5. 《LIFE》AAA（民眾之敵～在這世上，不是很奇怪嗎！？～）；5. 《ヒューマン》WANIMA（刑警弓神）；6. 《未完成のアンサー》上田龍也（新宿SEVEN）

### 劇本賞
1. 宮藤官九郎（監獄公主）
2. 八津弘幸（日语：八津弘幸）、吉田真侑子（陸王）
3. 森下佳子 （女城主 直虎）

### 導演賞
1. 福澤克雄、田中健太（日语：田中健太 (TBSテレビ)）（陸王）
2. 金子文紀、福田亮介、坪井敏雄、渡瀨曉彥（監獄公主）
3. 西谷弘（日语：西谷弘）、加藤裕將、宮木正悟（刑警弓神）

### 特別賞
- 從缺

## 記者及評審評語
- 陸王
  - 獲得記者及審查員支持的《陸王》獲最優秀作品賞，「穩定的池井戶潤×周日劇場。被主角們的熱血打動」「利用中繼站的優勢拍出優秀的驛站接力賽場面」「行田市的映像很美」，壓倒了其他對手。

- 役所廣司
  - 熱情落力地演出一間參與新業務的老牌公司社長的役所廣司首次獲獎，「社長的一喜一憂，都會觸動到情緒」「滲透出來的誠意，十分有說服力」得到好多感動的聲音。

- 綾瀨遙
  - 綾瀨遙以本格的動作戲讓讀者和電視記者感到驚訝。「目前還沒有女性能做得出這些的動作」「戰鬥場面和夫婦調情場景之間的差距很大」好感度很高。

- 滿島光
  - 飾演刑務官的滿島光，「威嚴的演技勒緊了整部劇」「抖S（虐待狂）的樣子很棒」「微妙的感動變化表演得很好，這是一種很可怕的表演能力」獲得好評。

- 編劇宮藤官九郎
  - 「具備會話劇的技巧，與出色的伏線回收，直到大結局都不能錯過」，獲得大量支持。歷代獲獎最多的宮藤官九郎第十一次獲得編劇賞。

- 編劇八津弘幸、吉田真侑子
  - 「熱血的台詞與劇情展開，成功地交織在一起」

- 導演福澤克雄、田中健太
  - 《陸王》的福澤克雄及田中健太獲獎。「動員大量臨時演員的驛站接力賽場面令人深刻，與演技派演員的火花四濺。這兩者不能看出有任何妥協」「將演員優點，好好的帶出來」獲得稱讚。

- 導演金子文紀、福田亮介、坪井敏雄、渡瀨曉彥
  - 古怪的節奏獲得好評。

## 外部連結
- 第95回日劇學院賞 （页面存档备份，存于）